# Wind Music Awards 2008
La seconda edizione dei Wind Music Awards è andata in onda in prima serata su Italia 1 il 4 e il 5 giugno 2008 da Valle Giulia a Roma.
Le due puntate, registrate il 3 giugno 2008, sono state condotte da Cristina Chiabotto e Rossella Brescia.

## Esibizioni
- Claudio Baglioni - Medley di successi
- Alanis Morissette - Underneath
- Elisa e Ligabue - Gli ostacoli del cuore
- Eros Ramazzotti - Ci parliamo da grandi
- Fiorella Mannoia - Io che amo solo te
- Giorgia - Stonata
- Ligabue - Niente paura
- Nomadi - La mia terra
- Pooh - Ragazzo di strada
- Finley- Ricordi e Adrenalina
- Zucchero Fornaciari - Tutti i colori della mia vita

## Ospiti
- Paola Perego
- Giorgio Pasotti
- Giorgio Panariello
- Mara Venier
- Margherita Buy
- Michele Placido
- Martina Colombari
- Andrea Lucchetta
- Sabrina Impacciatore
- Neri Marcorè
- Pippo Baudo
- Gianluigi Buffon

- Beppe e Rosario Fiorello
- Luca e Paolo
- Luisa Corna
- Roberto Farnesi
- Paola Cortellesi
- Federica Panicucci
- Max Tortora
- Marta Cecchetto
- Nicoletta Romanoff
- Luca Ward
- Valeria Marini

## Artisti premiati
Sono stati premiati gli artisti che hanno venduto oltre 150 000 copie dei loro album e quelli che hanno venduto oltre 30 000 copie dei loro DVD.
Artisti che hanno venduto oltre 150 000 copie di CD
- Miguel Bosé per Papito
- Gigi D'Alessio per Mi faccio in quattro
- Elisa per Soundtrack '96-'06 Live
- Giorgia per Stonata
- Ligabue per Primo tempo
- Fiorella Mannoia per
- Gianni Morandi per Grazie a tutti
- Laura Pausini per San Siro 2007
- Anna Tatangelo per Mai dire mai
- Pooh per Noi con voi
- Eros Ramazzotti per e2
- Antonello Venditti per Dalla pelle al cuore
- Zucchero Fornaciari per All the Best

Artisti che hanno venduto oltre 30 000 copie di DVD
- Giovanni Allevi
- Biagio Antonacci
- Claudio Baglioni
- Nomadi

Ospiti
- Marco Carta
- Sonohra

Inoltre i Finley sono stati premiati dalla FIMI come miglior artista emergente per essere entrati per la prima volta nella top ten album FIMI/Nielsen nel periodo compreso tra il 1º maggio 2007 e il 30 maggio 2008.

## Ascolti
| Puntata | Data          | Telespettatori | Share  |
| ------- | ------------- | -------------- | ------ |
| 1       | 4 giugno 2008 | 2.864.000      | 12,77% |
| 2       | 5 giugno 2008 | 2.481.000      | 10,91% |
| Media   | Media         | 2.672.500      | 11,84% |